# Адамс, Герберт (писатель)
Герберт Адамс, литературный псевдоним — Джонатан Грей (англ. Herbert Adams;  16 апреля 1874, Лондон, Англия —  24 февраля 1958, Лондон) — английский писатель
. Автор детективной литературы.

## Биография
Несколько лет работал в брокерской конторе. Позже занялся бизнесом, был агентом по недвижимости.

## Творчество
В молодости попытка проявить себя в качестве писателя оказалась неудачной. В 1924 году в возрасте пятидесяти лет вновь попробовал свои силы в литературном творчестве и сразу добился успеха со своим детективным романом «Тайна призрачного дома».
Автор около шестидесяти детективных романов; многие издал под своим собственным именем, некоторые под псевдонимом Джонатан Грей. Будучи заядлым гольфистом, Адамс описал много криминальных историй, действие которых происходит на полях для гольфа в Великобритании.
Адамс создал образ «детектива Роджера Бенниона» в качестве своего главного героя, который знает, как решить большинство дел. Его читатели — а также литературные критики — часто сравнивали Адамса с его коллегой Агатой Кристи.
Написал также пару любовных романов.

### Jimmie Haswell Novels
- The Secret of Bogey House (1924)
- The Crooked Lip (1926)
- The Queen’s Gate Mystery (1927)
- The Empty Bed (1928)
- Rogues Fall Out (1928)
- The Golden Ape (1930)
- The Crime in the Dutch Garden (1931)
- The Paulton Plot (1932)
- The Woman in Black (1933)

### Roger Bennion Novels
- Death Off the Fairway (1936)
- The Old Jew Mystery (1936)
- A Single Hair (1937)
- The Bluff (1938)
- The Damned Spot (1938)
- Black Death (1939)
- The Nineteenth Hole Mystery (1939)
- The Case of the Stolen Bridegroom (1940)
- The Chief Witness (1940)
- Stab in the Back (1941)
- Roger Bennion’s Double (1941)
- The Araway Oath (1942)
- Signal for Invasion (1942)
- Victory Song (1943)
- Four Winds (1944)
- The Writing on the Wall (1945)
- Diamonds Are Trumps (1947)
- Crime Wave at Little Cornford (1948)
- One to Play (1949)
- The Dean’s Daughters (1950)
- The Sleeping Draught (1951)
- Exit the Skeleton (1952)
- The Spectre in Brown (1953)
- Slippery Dick (1954)
- The Judas Kiss (1955)
- Welcome Home! (1956)
- Death on the First Tee (1957)
- Death of a Viewer (1958)

### Вне серий
- A Virtue of Necessity (1900)
- By Order of the Five (1925)
- The Sloane Square Mystery (1925)
- Comrade Jill (1926)
- The Perfect Round (Рассказы, 1927)
- Caroline Ormesby’s Crime (1930)
- Oddways (1930)
- A Lady So Innocent (1932)
- John Brand’s Will (1933)
- The Knife (1934)
- Mystery and Minette (1934)
- The Body in the Bunker (1935)
- Fate Laughs (1935)
- A Word of Six Letters (1936)
- The Lovely Lucinda (1937)
- The Scarlet Feather (1943)
- Murder Most Just (1956)

### Рассказы
- A Lady-Killer. Young Man, 21 July 1900
- A Child of Cheshire. Young Woman, 5 October 1900
- A Consignment from Yarmouth. Beverley & East Riding Recorder, 3 August 1907